# 伊万里市立東陵中学校
伊万里市立東陵中学校（いまりしりつとうりょうちゅうがっこう）はかつて佐賀県伊万里市松浦町提川（さげのかわ）にあった市立の中学校。
2025年（令和7年）に、伊万里市立大川小学校・伊万里市立松浦小学校との統合により、東陵中学校の校地に、「義務教育学校東陵学園」が開校した。

## 概要

### 歴史
1993年（平成5年）に以下の2校が統合して開校した。2023年（令和5年）には創立30周年を迎えた。2025年（令和7年）3月末に閉校。32年の歴史に幕を下ろしたが、校地および校舎は、義務教育学校「東陵学園」に継承されることとなった。
- 伊万里市立大川中学校
- 伊万里市立松浦中学校

### 校魂と校訓
校魂
「和」
校訓
「進取、練磨、創造」

### 校章
中央に校名の「中」の文字を配している。

### 校歌
歌詞は3番まであり、各番に校名の「東陵」が登場する。

### 通学区域
- 伊万里市立大川小学校区
- 伊万里市立松浦小学校区[3]。

## 沿革
旧・大川中学校
- 1947年（昭和22年）
  - 4月1日 - 学制改革（六・三制）の実施により、新制中学校「大川村立大川中学校」が創立。
  - 5月3日 - 大川小学校で開校式を挙行。生徒数308名、6学級、教職員14名。
    - 大川村国民学校高等科、黒川農業青年学校の普通科が統合の上、改組された。
    - 校舎完成までの間、小学校（旧・国民学校）に併設されていた青年学校校舎を使用。
- 1948年（昭和23年）4月 - 大川野2609番地に木造新校舎（第一期工事）が完成。
- 1949年（昭和24年）- 第二期工事が完了。週5日制実験校となる。
- 1950年（昭和25年）- 第三期工事が完了。
- 1959年（昭和34年）- 牛乳給食を開始。
- 1963年（昭和38年）- 生徒数が最大の738名を記録する。
- 1964年（昭和39年）- 完全給食を開始。特殊学級を設置。
- 1972年（昭和47年）- 1970年（昭和45年）の立川鉱山閉山により、生徒数が275名にまで激減。
- 1984年（昭和59年）10月 - 生徒会活動「きみがいて・ぼくがいる」がNHK教育テレビで放送される。
- 1993年（平成5年）3月31日 - 統合のため、閉校。
  - 最終所在地 - 〒849-5251 佐賀県伊万里市大川町大川野3340番地1
  - 跡地 - 校舎が解体された後に、大川コミュニティセンター（大川公民館・伊万里市大川出張所）が建設された。グラウンドと体育館は「大川運動広場、大川体育館」としてそのまま残されている。

旧・松浦中学校
- 1947年（昭和22年）4月1日 - 学制改革（六・三制）の実施により、新制中学校「松浦村立松浦中学校」が創立。
  - 松浦村国民学校の高等科と青年学校の普通科が統合の上、改組された。生徒数は277名、6学級、教職員10名。
  - 校舎完成までの間、松浦小学校に併設された青年学校校舎を使用。
- 1948年（昭和23年）- 生徒数の急増で、民有の鶏舎を改造し、2教室を増築。分散授業を余儀なくされる。
- 1950年（昭和25年）3月 - 木造新校舎（第一期工事）が完成し、全生徒を収容。分散授業を解消。
- 1951年（昭和26年）10月 - 第二期工事が完了。
- 1965年（昭和40年）- 完全給食を実施。
- 1969年（昭和44年）- 特殊学級を設置。
- 1993年（平成5年）3月31日 - 統合のため、閉校。
  - 最終所在地 - 〒849-5263 佐賀県伊万里市松浦町山形5490番地2
  - 跡地 - 校舎が解体された後に、松浦コミュニティセンター（松浦公民館・伊万里市松浦出張所）が建設された。グラウンドと体育館は「松浦運動広場、松浦体育館」としてそのまま残されている。

統合後・東陵中学校
- 1993年（平成5年）4月1日 - 現在地に新校舎が完成し、移転・統合を完了。「伊万里市立東陵中学校」（現校名）が開校。
  - 旧・大川中学校と旧・松浦中学校のほぼ中間地点に新校地は設置された。
- 1996年（平成8年）- JR九州筑肥線の線路と松浦川をまたいで、校地と佐賀県道38号相知山内線を結ぶ大黒大橋が完成。
- 2025年（令和7年）
  - 3月31日 - 伊万里市立大川小学校、伊万里市立松浦小学校との統合により、閉校。
  - 4月1日 -義務教育学校「伊万里市立東陵学園」が開校[2]。

## 交通

### 最寄りの鉄道駅
- JR九州 筑肥線 「肥前長野駅」

### 最寄りのバス停留所
- 昭和自動車 「川原」バス停留所

### 最寄りの幹線道路
- 佐賀県道38号相知山内線

## 周辺
- 松浦川
- 大黒大橋

## 参考資料
- 「伊万里市史 教育・人物編」（2003年（平成15年）3月31日発行, 伊万里市）p.403 - p.407